# Оаху
Оаху (хав. Oʻahu) име је хавајског острва на којем се налази град Хонолулу. Површина острва износи 1545 km². Надимак овог острва је „окупљалиште“.
Према попису из 2000. на острву је живело 876151 становника. Није познато што тачно значи име острва, а становници деле острво на неколико подручја.
Некада је цело острво било краљевина Оаху, којом је владала династија поглавица. Камехамеха I је победио последњег краља Оахуа.
Данас је Оаху привлачан туристима који у све већем броју долазе на плаже и у куповину, а посећују и Хонолулу, где се одржавају фестивали и друга догађања.
За туристе је посебно важна плажа Ваикики. Један се вулкански кратер зове Diamond Head (глава од дијаманта). Ту су и Мауна ʻАла, краљевски маузолеј, те Бишоп Мусеум.
У јужном делу острва налази се залив Перл Харбор, који је претворен у базу Америчке морнарице

## Географија
Острво је дугачко 44 миље (71 km) и широко 30 миља (48 km). Његова обала дуга је 227 миља (365 km). Заједно са малим, повезаним острвима као што је острво Форд, уз она у заливу Канеʻохе и она поред источне обале, захвата површину од 596,7 квадратних миља (1.545,4 km2), што га чини 20. острвом по величини у Сједињеним Државама. На његовој источној страни налазе се неке од атрактивнијих светских плажа. Таква је плажа Ланикаи. Острво се састоји од два одвојена штитаста вулкана: ланца Ваи'анае и Ко'олау, са широком долином или седлом (централна равница О'аху) између њих. Највиша тачка је Каʻала у ланцу Ваиʻанае, која се уздиже на 1.220 m надморске висине.